# Grantorto
Grantorto település Olaszországban, Veneto régióban, Padova megyében. Lakosainak száma 4502 fő (2023. január 1.). Grantorto Fontaniva, Piazzola sul Brenta, San Pietro in Gu, Carmignano di Brenta, Gazzo és San Giorgio in Bosco községekkel határos.

## Népesség
A település lakossága az elmúlt években az alábbi módon változott:
| Lakosok száma | 4646 | 4591 | 4502 |
|               | 2017 | 2018 | 2023 |